# Amphisbaena ridleyi
Amphisbaena ridleyi är en ödleart som beskrevs av  George Albert Boulenger 1890. Amphisbaena ridleyi ingår i släktet Amphisbaena och familjen Amphisbaenidae. IUCN kategoriserar arten globalt som livskraftig. Inga underarter finns listade i Catalogue of Life.

## Bildgalleri

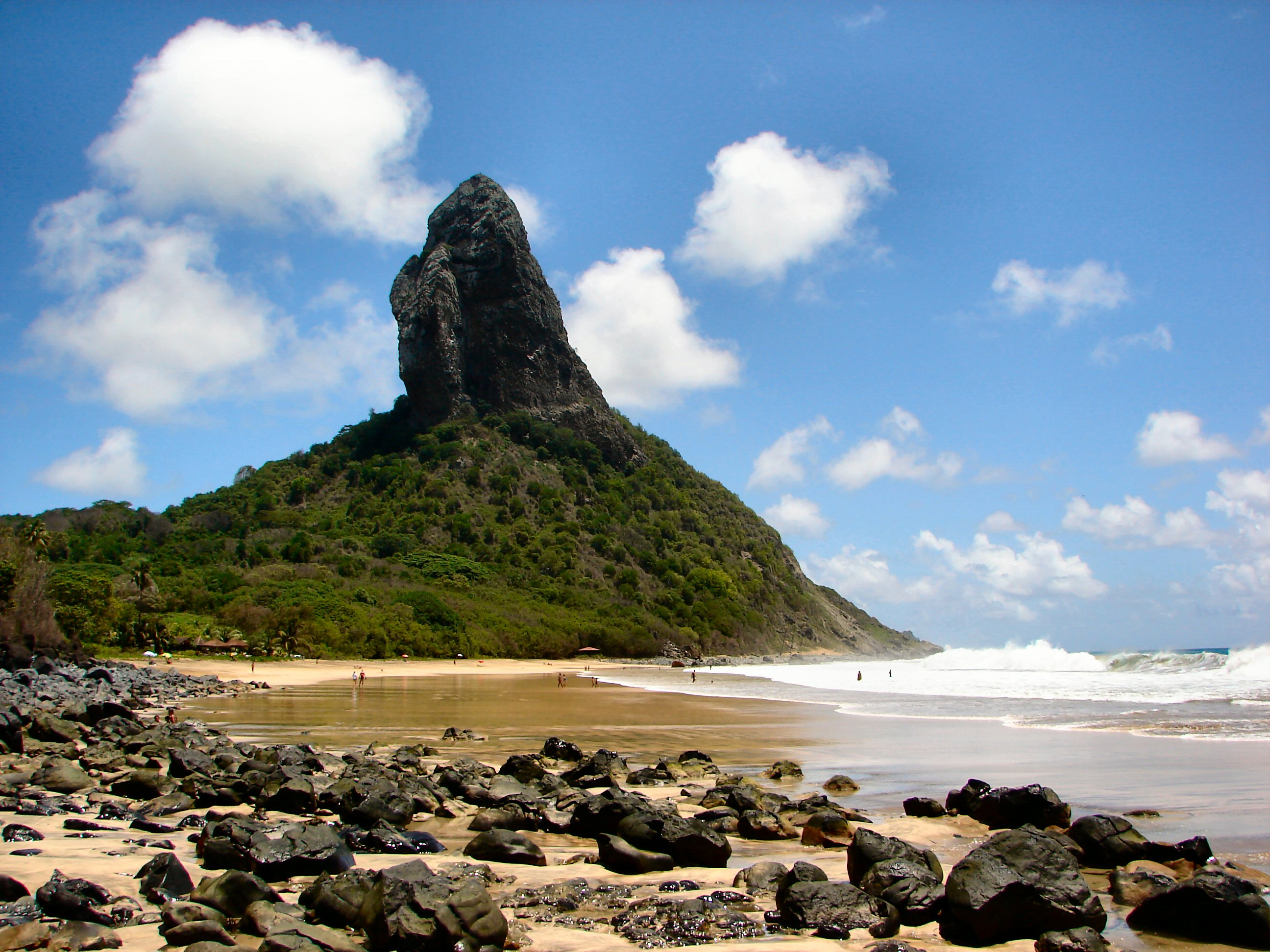